# Moritz Schneller
Johann Julius Moritz Schneller (* 31. Januar 1834 in Heinrichswalde (siehe Slawsk) im Kreis Niederung in der Provinz Preußen; † 9. oder 8. November 1896 in Danzig) war ein deutscher Augenarzt.

## Leben

### Familie
Moritz Schneller wurde als elftes von dreizehn Kindern geboren. Sein Vater stammte von den 1732 nach Preußen eingewanderten Salzburgern ab (siehe Salzburger Exulanten) und war evangelischer Pfarrer; seine Mutter war eine Pfarrerstochter.
Er war verheiratet und hatte drei Kinder.

### Werdegang
Im Alter von sechzehn Jahren bestand Moritz Schneller, gleichzeitig mit zwei älteren Brüdern, zu Ostern 1850 auf dem Königlichen Gymnasium (siehe Königliche Litthauische Provinzialschule) in Tilsit das Abitur. Sein Vater behielt ihn anschließend, aufgrund seiner schwächlichen Gesundheit, für ein Semester zu Hause und diese Zeit nutzte er, um sich mit Sprachen, Philosophie und den Anfängen der Anatomie zu beschäftigen.
Er immatrikulierte sich 1850 zu einem Medizinstudium an der Universität Königsberg; gleichzeitig studierten an der Universität sechs seiner Brüder, von denen vier Juristen, einer Arzt und einer Theologe wurde. Er hörte Vorlesungen bei Franz Ernst Neumann, Karl Friedrich Burdach, Karl Heinrich Burow und vor allem bei Hermann von Helmholtz, der ihn mit exakten Forschungsmethoden vertraut machte. Nachdem er im Februar 1854 mit seiner Dissertation Ueber die Harnstoffausscheidung im Fieber und ihre Beeinflussung durch die Diät zum Dr. med. promoviert hatte, unternahm er eine Studienreise nach Wien und Prag und hörte Vorlesungen bei Josef von Škoda, Carl von Rokitansky und Ferdinand von Arlt. In Wien lernte er Johann Friedrich Horner kennen.
Im Winter 1854 kam er nach Berlin, um das Staatsexamen zu absolvieren, und hörte an der Universität Berlin Vorlesungen bei Albrecht von Graefe, der ihn für die Augenheilkunde begeisterte, und dem er in Beruf und Forschung nacheiferte.
Nachdem er das Examen bestanden hatte, entschied er sich im Sommer 1855, im Alter von einundzwanzig Jahren, als erster Augenarzt nach Danzig zu gehen. Der Umstand, dass seine Mutter mit zwei älteren Söhnen dort lebte, nach dem Tod seines Vaters, war entscheidend für diesen Schritt.
Im Winter 1855 gründete er, gemeinsam mit seinem ehemaligen Kommilitonen Albrecht Nagel, im Vorstädtischen Graben die erste Augenklinik in Danzig; Albrecht Nagel ging bereits im darauffolgenden Jahr nach England und habilitierte sich später in Bonn, bevor er Hochschullehrer an der Universität Tübingen wurde. Moritz Schneller führte die Klinik alleine weiter und verlegte diese später in die Breite Gasse in Danzig.
Aufgrund seines Rufes als gewissenhafter Arzt und Operateur hatte er zahlreiche Patienten aus der Stadt sowie aus der Umgebung und aus den benachbarten Provinzen; er wurde auch häufig von den Behörden zu Attesten und Gutachten beauftragt.
Er beschäftigte sich dazu noch mit wissenschaftlichen Arbeiten und arbeitete nach dem Vorbild von Frans Cornelis Donders, Hermann von Helmholtz und Albrecht von Graefe daran, die Augenheilkunde im Sinne einer exakten Wissenschaft auszubilden. Er studierte in späteren Jahren Differential- und Integralrechnung, weil deren Beherrschung zum Verständnis der Helmholtz'schen physiologischen Optik notwendig war.
In den ersten Jahren seiner Tätigkeit beschäftigte er sich sehr intensiv mit dem von Hermann von Helmholtz erfundenen Augenspiegel und studierte und beschrieb als einer der Ersten die Augenhintergrundbilder. Bereits 1855 veröffentlichte er in der Berliner Klinischen Wochenschrift einen Aufsatz über Veränderung der Augen bei Cholera und 1860 schilderte er als Erster in Graefe's Archiv für Ophthalmologie Augenspiegelbefunde bei Sehstörungen, deren Ursachen außerhalb des Augapfels, besonders in Erkrankungen des Gehirns und der Nieren lagen.
Sehr ausführliche Untersuchungen betrieb er in den 1870er Jahren über das Blickfeld bei Gesunden und Schielenden sowie die Frage nach der Entstehung der Kurzsichtigkeit; hierbei stellte er fest, dass die Schule viel zur Entstehung und Entwicklung der Kurzsichtigkeit beitrug. Aus diesen Ergebnissen resultierten darauf eingeführte Verbesserungen der Beleuchtung und der Schulbänke in den Danziger Schulen.
Er führte eine operative Behandlung des Trachoms, der sogenannten ägyptischen Augenentzündung, ein und erbrachte, neben Xavier Galezowski (1832–1907), Julius Jacobson und Friedrich Heisrath (1850–1904), in drei Arbeiten den Nachweis, dass diese Krankheit durch Entfernung der kranken Schleimhautfalten schnell und sicher geheilt werden kann. Als es zu einer ausgebreiteten Epidemie von schwerer Granulose in den Danziger Volksschulen kam, bekämpfte Moritz Schneller diese rasch und wirksam.
Seine zahlreichen Arbeiten sind zum größten Teil in Graefe's Archiv veröffentlicht worden.
Neben seiner augenärztlichen Praxis betrieb er auch noch eine allgemeine Praxis und war lange Zeit Armenarzt in der Danziger Altstadt; 1859 bestand er die Physikatsprüfung.

## Mitgliedschaften
Moritz Schneller war seit 1855 Mitglied in der Naturforschenden Gesellschaft in Danzig.

## Schriften (Auswahl)
- Ueber die Harnstoffausscheidung im Fieber und ihre Beeinflussung durch die Diät. 1854.
- Ueber Lesen und Schreiben. 1884.
- Sehproben zur Bestimmung der Refraktion, Sehschärfe und Akkommodation. 1892.